# Shuichi Shigeno
Shuichi Shigeno (しげの 秀一, Shigeno Shuichi, Tokamachi, 8 maart 1958) is een Japans mangaka. Zijn bekendste reeks is Initial D. Alvorens Initial D in 1995 uit te geven, tekende hij ook Bari Bari Densetsu, Dopkan en Tunnel Nuketara Sky Blue. In 1985 won hij de Kodansha Manga Prijs in de shonen categorie voor Bari Bari Densetsu.
Shigeno bezit een zwart-witte Toyota Sprinter Trueno, net zoals Takumi, het hoofdpersonage van Initial D. Hij heeft ook een Sonic Blue Mica-colored 1999 WRX Type STi Versie 6, net zoals Takumi's vader Bunta. 
Shigeno's bekendste student is Jyoji Morikawa, de tekenaar van Hajime no Ippo.

## Oeuvre
- Baribari Legend (1983-1991, uitgegeven in Shonen Magazine, Kodansha)
- Tunnel Nuketara Sky*Blue (1992, uitgegeven in Young Magazine, Kodansha)
- Sho (1992, uitgegeven in Shonen Magazine, Kodansha)
- DO-P-KAN (1993-1995, uitgegeven in Young Magazine, Kodansha)
- Initial D (1995-2013, uitgegeven in Young Magazine, Kodansha)
- Amazing Hana (2014, uitgegeven in Young Magazine, Kodansha)
- Sailor Ace (2015-2017, uitgegeven in Young Magazine, Kodansha)
- MF Ghost (2017-, uitgegeven in Young Magazine, Kodansha)[2]

- Bibliothèque nationale de France: cb15051967w (data)
- International Standard Name Identifier: 0000 0000 6301 4160
- Library of Congress Control Number: n2005031289
- MusicBrainz: 93ab2fbc-0d4d-425f-ad91-4e00cbf5b1a6
- Bibliotheek van het Japanse parlement: 00403670
- Nationale Bibliotheek van Israël: 987007376667805171
- Système universitaire de documentation: 165652535
- Virtual International Authority File: 10133298
- WorldCat: E39PCjCrWTyGc7gB8QR4RBhk8P